# Alt sòrab
L'alt sòrab (hornjoserbšćina) és un dels dos dialectes principals del sòrab, concretament el que es parla al voltant dels enclavaments de Bautzen (Budyšin), Kamenz (Kamjenc) i Hoyerswerda (Wojerecy). Es parla a la província històrica de l'Alta Lusàcia (Hornja Lužica), que és avui dia part de Saxònia. És una llengua eslava occidental, relacionada amb el baix sòrab, el polonès, l'eslovac, el caixubi i, sobretot, el txec. És una de les llengües recollides a la Carta Europea de les Llengües Regionals o Minoritàries i una llengua minoritària reconeguda a Alemanya.

## Història
La història de l'alt sòrab al territori que ara ocupa Alemanya es va iniciar amb la gran migració eslava al segle vi. Cap al 562, els àvars amb els seus aliats eslaus van atacar i derrotar els francs. El rei franc Sigebert, bé que presoner va concloure amb ells un tractat de pau, però, els àvars i els eslaus envaïren Turíngia el 595. Per la Crònica de Fredegari, sabem que els eslaus es van revoltar contra els àvars sota la direcció d'un franc anomenat Samo. Cap al 631 l'imperi de Samo comprenia probablement Moràvia, Bohèmia, la Baixa Àustria i la Sèrbia Blanca, el territori dels sòrabs (els serbis blancs).
Al començant del segle XII, l'Ostsiedlung va arribar a la Sèrbia Blanca. Hi va haver una afluència massiva de colons rurals de parles germàniques de Flandes, Saxònia, Turíngia i Francònia al territori dels sòrabs. L'èxit de les accions militars dels senyors feudals de l'oest i la devastació del país foren l'inici de la lenta mort de la llengua sòraba.
A la regió de Saxònia, el sòrab va quedar en inferioritat legal enfront dels dialectes germànics. Amb els anys la llengua es va anar prohibint a tots els territoris: el 1293, el sòrab fou prohibit als tribunals del castell de Berna, el 1327 es va prohibir a Zwickau i Leipzig, i el 1424 fou prohibida a Meissen. A més, a molts gremis de les ciutats tan sols s'acceptaven membres d'origen i parla alemanya.
No obstant això, les àrees centrals de la Milzener i Lusitzer, a la zona de l'actual Lausitz, es van veure poc afectades pels nous assentaments alemanys i les restriccions legals que imperaven a altres llocs. La llengua, per tant, no va ser substituïda. Al segle xvii, el nombre de parlants d'alt sòrab en aquesta zona va tornar a créixer fins a més de 300.000. L'evidència més antiga d'escrits superior sòrab és el «Burger Eydt Wendisch» monument, que va ser descobert a la ciutat de Bautzen i datada l'any 1532.
No va haver-hi un sòrab literari unificat fins al segle xix. Anteriorment hi havia una norma catòlica i una altra protestant, que diferien en les seves ortografia, gramàtica i vocabulari; codificades i influenciades pels clergues. Amb l'anomenat «renaixement sòrab», dirigit per la societat cultural i literària Macica Serbska (El Rusc Sòrab), s'unificaren les dues normes en una variant no confessional. Els impulsors d'aquest procés foren, entre d'altres, Jan Arnošt Smoler, Michał Hórnik i Handrij Zejler.

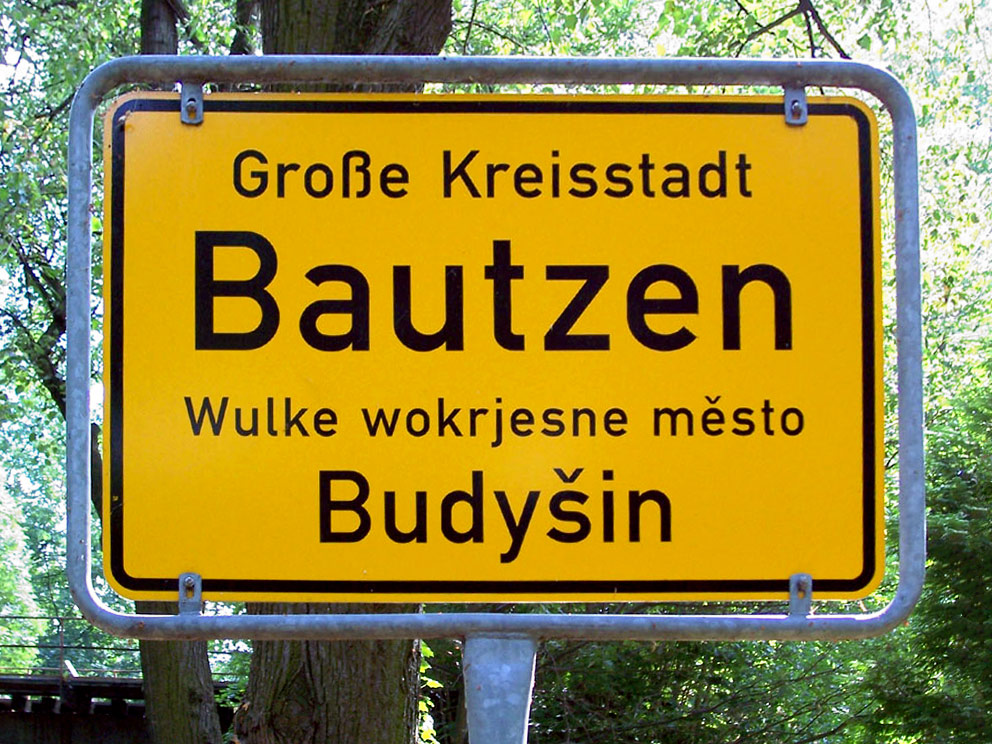
Senyalització bilingüe: la part inferior és en alt sòrab

## Alfabet
L'alt sòrab s'escriu mitjançant l'alfabet llatí amb l'adjunció de marques diacrítiques sobre les lletres č, ć, dź, ě, ch, ł, ń, ó, ř, š i ž.. No formen part de l'alfabet les lletres q, v i x, aquestes només es produeixen en les paraules de préstec. L'alfabet de l'alt sòrab conté, doncs, 34 elements.
| Lletra       | Aa      | Bb   | Cc   | Čč | Dd   | DŹ dź  | Ee   | Ěě   | Ff | Gg      | Hh   | CH ch | Ii |
| Pronunciació | a       | b, p | t͡s   | t͡ʃ | d, t | d͡ʑ, t͡ɕ | ɛ    | ɪ    | f  | g       | h    | kʰ    | i  |
| Lletra       | Jj      | Kk   | Łł   | Ll | Mm   | Nn     | Ńń   | Oo   | Óó | Pp      | (Qq) | Rr    | Řř |
| Pronunciació | j       | k    | w    | l  | m    | n      | ɲ    | ɔ    | ʊ  | p       |      | r     | ʃ  |
| Lletra       | Ss      | Šš   | Tt   | Ćć | Uu   | (Vv)   | Ww   | (Xx) | Yy | Zz      | Žž   |       |    |
| Pronunciació | s, z, ɕ | ʃ    | t, d | t͡ɕ | u    |        | v, f |      | ɨ  | z, s, ʑ | ʒ    |       |    |

Ě, Ń, Ó i Ř no es produeixen mai en la posició inicial, com lletres majúscules s'utilitzen molt poques vegades i només si tota la paraula s'escriu en majúscules (per exemple, RÓŽEŃ (= barbacoa, graella).

## Gramàtica
L'alt sòrab, com totes les llengües eslaves, és una llengua flexiva, és a dir, inclou molta informació en els sufixos de les paraules, sovint amb molt pocs canvis en l'arrel. Hi ha diverses conjugacions i declinacions, i té nombroses irregularitats. L'ordre de les paraules és relativament lliure.
La gramàtica del sòrab té tres nombres gramaticals: singular, nombre dual i plural; i quatre gèneres gramaticals: masculí animat (per éssers vius), masculí inanimat, femení i neutre. La conservació del dual és un tret molt particular i estrany entre les llengües indoeuropees vives, encara que a Europa hi ha altres dues llengües que el fan servir de forma productiva: l'eslovè i el lituà.

### Declinació dels substantius i els adjectius
Els substantius i els adjectius tenen, a més de les categories de gènere i nombre, set casos: nominatiu, genitiu, datiu, acusatiu, instrumental, locatiu i vocatiu, si bé el vocatiu es produeix només en el singular i el substantius masculins animats.
| Cas    | nan (pare) | štom (arbre) | wokno (finestra) | ramjo (espatlla) | žona (dona) | ruka (mà) |
| ------ | ---------- | ------------ | ---------------- | ---------------- | ----------- | --------- |
| Nom.   | nan        | štom         | wokno            | ramjo            | žona        | ruka      |
| Gén.   | nana       | štoma        | wokna            | ramjenja         | žony        | ruki      |
| Dat.   | nanej      | štomej       | woknu            | ramjenju         | žonje       | ruce      |
| Acc.   | nana       | štom         | wokno            | ramjo            | žonu        | ruku      |
| Instr. | z nanom    | ze štomom    | z woknom         | z ramjenjom      | ze žonu     | z ruku    |
| Loc.   | wo nanje   | w štomje     | na woknje        | wo ramjenju      | wo žonje    | w ruce    |
| Voc.   | nano       | štomo        | –                | –                | –           | –         |

### Conjugació dels verbs
Els verbs en alt sòrab es conjuguen variant a més de les categories de nombre i de gènere, de les categories d'aspecte (perfectiu i imperfectiu), i dels temps verbals (present, futur imperfet), la persona i la manera (imperatiu, condicional).